# Bunny
Bunny is een civil parish in het bestuurlijke gebied Rushcliffe, in het Engelse graafschap Nottinghamshire met 689 inwoners.